# Giovanni Michele Bruto
Giovanni Michele Bruto, aussi appelé Giovanni Michele Bruti (en latin Johannes Michael Brutus), est un érudit italien de la fin de la Renaissance, né en 1517 à Venise, et mort le 16 mai 1592 à Alba Iulia, dans la Transylvanie.

## Biographie
Giovanni Michele Bruto naquit à Venise, en 1517. On ignore par quelle aventure il fut obligé d’abandonner sa patrie presque au sortir de ses études. Sa vie fut un voyage perpétuel, tant en Italie que dans les pays étrangers. Il resta quelque temps à Padoue, où il profita beaucoup dans les entretiens de Lazaro Buonamici, ensuite à Florence, où il se lia d’amitié avec Piero Vettori, Pietro degli Angeli, et plusieurs autres savants. Il fit deux fois le voyage de France, et s’arrêta assez longtemps à Lyon ; il voyagea aussi en Espagne, et sut se concilier dans cette cour l’amitié de Paolo Tiepolo, ambassadeur de la république de Venise. En 1574, il alla en Transylvanie, d’après l’invitation du prince Étienne Báthory, qui le chargea d’écrire l’histoire de ce pays, et, lorsque ce prince fut élu roi de Pologne, il le suivit à Cracovie. Après la mort d’Étienne, il se rendit à la cour de Vienne, où l’empereur Rodolphe II lui donna le titre de son historiographe. Enfin, le 16 mai 1592, il mourut à Alba Iulia.

## Œuvres
Son Histoire de Florence est un des plus beaux monuments de ce siècle, et, parmi les historiens qui écrivirent alors en latin, et qui sont en très-grand nombre, elle donne un des premiers rangs à son auteur. Il n’en publia, ou peut-être même n’en termina que la première partie, qui ne va que jusqu’à la mort de Laurent de Médicis, arrivée en 1492. La première édition parut à Lyon, sous ce litre : Florentinæ Historiae libri VIII priores, cum indice locupletissimo, Lyon, 1562, in-4°. Bruto se proposa, dans cette histoire, de défendre les Florentins contre les accusations de Paul Jove. Il s’y montre très-défavorable aux Médicis, et les y représente en toute occasion sous des couleurs odieuses, ce qu’on attribue au long séjour qu’il avait fait à Lyon, où se trouvaient alors un grand nombre de réfugiés florentins, chassés de leur patrie par les Médicis. Aussi les grands-ducs de cette famille ont-ils fait rechercher avec soin et supprimer les exemplaires de cet ouvrage, dont la première édition est devenue fort rare. Il a été réimprimé à Venise en 1764, in-4°, et par Burmann dans la 1re partie du t. 8 de son Thesaurus Antiquitatum et Historiarum Italiæ.
Les autres principaux ouvrages de Bruti sont :
- De origine Venetiarum, imprimé à Lyon dans le 1er livre des Epistolæ claror. viror., qu’il y publia en 1561.
- Epistolæ, Cracoxie, 1595, in-8° ; Berlin, 1597, in-8° : il y a des détails curieux sur la Pologne.
- Selectarum Epistolarum libri V ; De historiæ laudibus, sive de certa via et ratione qua sunt rerum scriptores legendi, liber ; Præceptorum conjugalium liber, Cracovie, 1582, 1583 et 1589, in-8°. On a réimprimé ce recueil à Berlin, 1698, in-8°.
- Vita Callimachi Experientis. Cette vie, très-bien faite et précédée d’une savante préface, se trouve dans l’édition que Bruti donna à Cracovie en 1582, in-4°, de l’ouvrage de Filippo Buonaccorsi : De rebus ab Uladislao, Hungariæ et Poloniæ rege, gestis, etc.
- De rebus a Carolo V imperatore, gestis, Oratio, Anvers, 1555, in-8°.

Bruti a écrit en outre plusieurs traités en italien. Celui qui a pour titre : La institutione di una fanciulla nata nobilmente, a été traduit en français vers le milieu du 16e siècle : L’institution d’une fille de noble maison, Anvers, 1355, petit in-8°. C’est un livre rare et d’autant plus précieux qu’il est regardé comme la première production des presses de Plantin. La Bibliothèque nationale de France en possède un exemplaire imprimé sur papier bleu.
On doit aussi à Bruti des notes et des commentaires sur plusieurs auteurs anciens, notamment sur Horace, sur Jules César, et sur quelques ouvrages de Cicéron. Il a été l’éditeur du grand travail que Bartolomé Facio entreprit par ordre du roi : De rebus gestis ab Alphonso I, Neapol. rege, lib. X, Lyon, 1560, 1562 et 1566, in-4°.